# Mother (альбом)
Mother — седьмой студийный альбом американской рок-группы In This Moment, выпущенный 27 марта 2020 года на лейблах Atlantic Records и Roadrunner Records . Альбом продюсировали Кевин Чурко и Кейн Чурко.

## Основная информация и запись
14 октября 2018 года Крис Хоуворт опубликовал на своей странице в Instagram фотографию, на которой сообщил, что группа работает над седьмым альбомом. 12 ноября на официальном Instagram группы было выложено короткое видео с мерцающим и вращающимся текстом, содержащим слово «Mother».
17 февраля 2019 года Мария Бринк опубликовала короткое видео, на котором она направляется в студию звукозаписи The Hideout в Лас-Вегасе. Через несколько дней, 24 февраля, Бринк выложила ещё одно видео, на котором группа работает в студии. Запись альбома была завершена к весне 2019 года.

## Выпуск и продвижение
Весенний хедлайнерский тур стартовал 3 мая 2019 г. совершенно новым шоу, посвященным теме новой пластинки «Mother», релиз которой предварительно запланирован на осень 2019 года. 25 марта Disturbed объявили о летнем туре, вторую половину которого откроют In This Moment. В рамках тура также состоялась премьера трех песен с грядущего альбома, включая «Legacy» и «As Above, So Below». Осенью 2019 года группа отправилась в хедлайнерский тур по Северной Америке под названием «Mother’s House of Horror: A Traveling All Hallows Eve Masquerade» вместе с Motionless in White, New Years Day и Ded.
15 сентября группа объявила в Twitter, что её новый сингл «The In-Between» выйдет 31 октября. Однако 1 ноября она сообщила поклонникам в своем Instagram, что релиз будет отложен до начала 2020 года.
12 ноября в другом посте на Instagram было объявлено, что в марте 2020 года начнется новый тур под названием «The In-Between Tour», в котором примут участие Black Veil Brides, Ded и Raven Black. Тур будет сопровождаться новым альбомом Mother.
В начале января 2020 года In This Moment разместили на своем официальном Instagram несколько тизеров, изображений и клипов, связанных с готовящимся к выходу альбомом Mother. 20 января In This Moment разместили видеоклип на песню «The In-Between» с подписью: «В среду нас ждет открытие». 21 января группа прикрепила на своей официальной странице в Facebook ссылку на таймер обратного отсчета на YouTube, с помощью которого будет запущен клип «The In-Between».
Премьера клипа «The In-Between», снятого Марией Бринк и Робертом Клей и смонтированного Марией Бринк и Рэнди Уэйтцелем, состоялась на YouTube 22 января 2020 г. и менее чем за неделю собрала более миллиона просмотров. Также 22 января группа официально объявила о том, что её грядущий седьмой студийный альбом под названием Mother будет выпущен 27 марта 2020 года. Также были опубликованы официальные обложки альбома и трек-лист. 21 февраля группа выпустила второй сингл с альбома под названием «Hunting Grounds», в котором принял участие Джо Котела из Ded. 19 марта, за неделю до выхода альбома, группа выпустила третий сингл «As Above, So Below».

## Отзывы критиков
| Оценки критиков | Оценки критиков |
| Источник        | Оценка          |
| --------------- | --------------- |
| Dead Press!     | 4/10            |
| Distorted Sound | 9/10            |
| Kerrang!        | [ 20 ]          |
| New Noise       | [ 21 ]          |

Альбом получил в основном положительные отзывы, но также и смешанные оценки от некоторых критиков. Карлос Селайя из Dead Press! оценил альбом отрицательно, назвав его: «Mother — это альбом, который, несомненно, удовлетворит многих поклонников In This Moment, но, к сожалению, не сделает абсолютно ничего, чтобы завоевать кого-то ещё.» Distorted Sound оценил альбом в 9 баллов из 10 и сказал: «Mother — это захватывающий опыт, который оставляет вас вне тела, он искусен в реализации своих концепций и не сдерживает себя ни в вокальном, ни в инструментальном плане. Пожалуй, один из лучших альбомов IN THIS MOMENT на сегодняшний день.» Журнал Kerrang! поставил альбому 4 балла из 5, а автор Стив Биби сказал: «Единственное, в чём можно быть уверенным в In This Moment, так это в том, что ничто никогда не бывает определённым. Как и их завораживающие живые выступления, их музыка не поддается прогнозированию и от этого становится ещё более захватывающей. Так, если не считать мгновенного порыва „Lay Me Down“, Mother отходит от завораживающего, госпел-рока альбома Ritual 2017 года. Бурные реки гитар сочетаются с электроникой и странными музыкальными паттернами, которым требуется время, чтобы соединиться, но когда это происходит, становится ясно, что уникальная группа Марии Бринк одержала очередную победу, блестяще сбалансировав огонь и лед Mother. Пиротехнический кавер на песню Queen „We Will Rock You“ с участием Лиззи Хейл и Тейлор Момсен прекрасно контрастирует с эмоциональной песней „Legacy“, а „As Above, So Below“ — с иронией и раздражением. Он заканчивается жуткой интерпретацией песни Mazzy Star „Into Dust“ с затяжными нотами тьмы, которые заставят вас нажать кнопку повтора и влюбляться в неё снова и снова.» New Noise высоко оценил альбом, сказав: «Mother ощущается как пронзительное свидетельство энергии, которая объединяет людей. В 2020 году, когда живая музыка в любом масштабе остается под угрозой, ощущения от альбома приобретают ещё большее значение».

## Коммерческий прорыв
Mother дебютировал под номером 34 в US Billboard 200, разойдясь тиражом 13 600 копий за первую неделю.

## Список композиций
| №                   | Название                                                                 | Автор(ы)                                            | Длительность |
| ------------------- | ------------------------------------------------------------------------ | --------------------------------------------------- | ------------ |
| 1.                  | «The Beginning (Interlude)»                                              |                                                     | 1:27         |
| 2.                  | «Fly Like an Eagle» (кавер Steve Miller Band)                            | Стив Миллер                                         | 4:01         |
| 3.                  | «The Red Crusade (Interlude)»                                            |                                                     | 0:44         |
| 4.                  | «The In-Between»                                                         | Мария Бринк Крис Хоуворт Кевин Чурко Рэнди Уэйтцель | 4:14         |
| 5.                  | «Legacy»                                                                 | Бринк Хоуворт Кевин Чурко Райан Спракер Том Пейтон  | 4:49         |
| 6.                  | «We Will Rock You» (кавер Queen; при участии Лиззи Хейл и Тейлор Момсен) | Brian May                                           | 3:05         |
| 7.                  | «Mother»                                                                 | Бринк Хоуворт Кевин Чурко Кейн Чурко                | 4:09         |
| 8.                  | «As Above, So Below»                                                     | Бринк Хоуворт Кевин Чурко Кейн Чурко                | 4:09         |
| 9.                  | «Born in Flames»                                                         | Бринк Хоуворт Кевин Чурко Кейн Чурко                | 4:04         |
| 10.                 | «God Is She»                                                             | Бринк Хоуворт Кевин Чурко Кейн Чурко                | 4:39         |
| 11.                 | «Holy Man»                                                               | Бринк Хоуворт Кевин Чурко Кейн Чурко Уэйтцель       | 3:35         |
| 12.                 | «Hunting Grounds» (при участии Джо Котела из Ded)                        | Бринк Хоуворт Кевин Чурко Кейн Чурко Тревис Джонсон | 4:33         |
| 13.                 | «Lay Me Down»                                                            | Бринк Хоуворт Кевин Чурко Кейн Чурко                | 4:09         |
| 14.                 | «Into Dust» (кавер Mazzy Star)                                           | Хоуп Сандовал Дэвид Робак                           | 6:41         |
| Общая длительность: | Общая длительность:                                                      | Общая длительность:                                 | 54:25        |

## Участники записи
Сведения взяты из буклета Mother.

### In This Moment
- Мария Бринк
- Рэнди Уэйтцель
- Кент Диммель
- Трэвис Джонсон
- Кристофер Хоуворт

### Дополнительные музыканты
- Лиззи Хейл — приглашённый вокал на «We Will Rock You»
- Тейлор Момсен — приглашенный вокал на «We Will Rock You»
- Джо Котела из Ded[англ.] — приглашённый вокал на «Hunting Grounds»
- Лори Барбер — дополнительный вокал в «Mother»
- Рита Бринк — дополнительный вокал в «Mother»

### Технический персонал
- Кевин Чурко[англ.] — продюсирование, звукорежиссёр, сведение, мастеринг
- Кейн Чурко[англ.] — производство, звукорежиссёр
- Тристан Хардин — дополнительная разработка, редактирование Pro Tools
- Рэнди Вайцель — дополнительная разработка, редактирование Pro Tools
- Кевин Санкел — дополнительный инжиниринг
- Джим Кэрролл — помощь в звукорежиссуре
- Джонатан Уайман — запись вокала

### Обложка
- Вирджилио Цай — арт-директор, дизайн
- Брук Шейден[англ.] — обложка, изображения буклета
- Джереми Саффер — изображения буклета

## Чарты
| Чарт (2020)                                   | Высшая позиция |
| --------------------------------------------- | -------------- |
| Австралия (ARIA)                              | 58             |
| Австрия (Ö3 Austria)                          | 46             |
| Канада (Canadian Albums Chart)                | 65             |
| Германия (Offizielle Top 100)                 | 38             |
| Венгрия (MAHASZ)                              | 7              |
| Шотландия (Scottish Albums Chart)             | 18             |
| Швейцария (Schweizer Hitparade)               | 46             |
| Великобритания (UK Albums Chart)              | 96             |
| Великобритания (UK Rock & Metal Albums Chart) | 2              |
| США (Billboard 200)                           | 34             |
| США (Billboard Top Hard Rock Albums)          | 2              |
| США (Billboard Top Rock Albums)               | 2              |

| Чарт (2020)     | Позиция |
| --------------- | ------- |
| США (Billboard) | 48      |

## Комментарий
1. ↑  Дополнительная запись